# Książki i ludzie
Książki i ludzie – biograficzna książka autorstwa Bohdana Korzeniewskiego wydana w 1989 r. przez Niezależną Oficynę Wydawniczą.
Zawiera wspomnienia z lat drugiej wojny światowej. Autor opisuje swój pobyt w Oświęcimiu, a także swoje zmagania o ocalenie przed zniszczeniem zbiorów Biblioteki Uniwersytetu Warszawskiego.